# شخص خیلی مهم (فیلم ۱۹۹۱)
شخص خیلی مهم (لهستانی: V.I.P.) یک فیلم دلهره‌آور لهستانی به کارگردانی یولیوش ماخولسکی است که در سال ۱۹۹۱ منتشر شد.

## گزیدهٔ بازیگران
- وویچیخ مالایکات
- ماگدالنا وویچیک
- یان پشِـک
- کشیشتف مایخشاک
- بئاتا تیشکیه‌ویچ
- آلینا یانوفسکا
- سزاری پازورا
- ریشارد رینکوفسکی
- توماش مندژاک
- پیوتر ماخالیتسا
- ماچئی اشتور
- ادوارد لینده-لوباشنکو
- روبرت روگالسکی
- مارک کُندرات
- یانوش بوکوفسکی
- پاوئو واوژتسکی
- الکساندر میکووایچاک
- آرکادیوش بازاک
- وویچیخ ویسوتسکی
- آندژی گرابارچیک